# Toba River
Der Toba River ist ein 67 km langer Fluss im qathet Regional District in British Columbia in Kanada.

## Flusslauf
Der Toba River wird auf einer Höhe von 1000 m vom Toba-Gletscher gespeist. Er durchfließt die Pacific Ranges, Teil der südlichen Coast Mountains, anfangs 10 km in südlicher Richtung. Er nimmt dabei das Wasser der linken Nebenflüsse Dalgleish Creek und East Toba River auf. Anschließend wendet er sich in Richtung Südsüdwest. Der Jimmie Creek und der Racoon Creek treffen ebenfalls linksseitig auf den Fluss. Dieser wendet sich allmählich in Richtung Westsüdwest. Im Unterlauf münden der Filer Creek von rechts, der Little Toba River von links sowie schließlich noch der Klite River von rechts in den Toba River, bevor dieser das Kopfende des Toba Inlet erreicht.

## East Toba River
Der East Toba River ist ein 25 km langer linker Nebenfluss des Toba River. Er entspringt auf einer Höhe von etwa 1680 m nördlich des Elaho-Gletschers. Er fließt in nordnordwestlicher Richtung durch das Gebirge und begrenzt dabei die südwestlich gelegene Elaho Range. Der East Toba River nimmt mehrere Gletscherbäche auf. Bei Flusskilometer 7,4 trifft der Zoltan Creek von rechts auf den East Toba River. Dieser wird kurz darauf bei Flusskilometer 5,4 von einem Wehr aufgestaut. Unterhalb des Staubauwerks führt eine Druckleitung entlang dem rechten Flussufer des Unterlaufs bis zu einem Wasserkraftwerk, das sich unmittelbar oberhalb der Mündung des East Toba River in den Toba River befindet.

## Wasserkraftnutzung
Im Flusssystem des Toba River befinden sich mehrere Laufwasserkraftwerke, die über oberirdische Rohrleitungen mit dem Wasser mehrerer Zuflüsse des Toba River versorgt werden. Die Flüsse sind East Toba River und Jimmie Creek sowie der Montrose Creek, ein linker Nebenfluss des Filer Creek. Betreiber der Kraftwerke ist Alterra Power, seit Anfang 2018 eine Tochterfirma von Innergex Renewable Energy, sowie die GE-Tochter „GE Energy Financial Services“. Weitere Kraftwerke sind in Planung. Das Kraftwerk am Montrose Creek erzeugt jährlich 710 bis 730 GWh Strom für BC Hydro.